# 三星Galaxy A3 (2017)
三星Galaxy A3（2017）是韓國三星电子制造的Android智慧型手机，于2017年1月发布，运行Android 6.0.1 Marshmallow。这台智慧型手机搭载了八核 Exynos 7870
SoC，由 8个ARM Cortex-A53 核心、Mali-T830 GPU、2 GB的记忆体和16 GB储存空间组成，最大可以扩充到256 GB的MicroSD记忆卡,电池为不可拆卸式2350mAh，不支援快充。三星Galaxy A3 2017只有138克。

## 技術規格
- 後置攝像頭：1300萬像素
- 前置攝像頭：800萬像素
- 記憶體：2 GB RAM
- 儲存空間：16 GB
- 電池：5000 mAh
- 屏幕尺寸：4.7寸
- 處理器：Cortex-A53
- 作業系統：Android 6.0 Marshmallow
- 重量：138克
- Super AMOLED 電容式觸摸屏